# Milagre do Sol

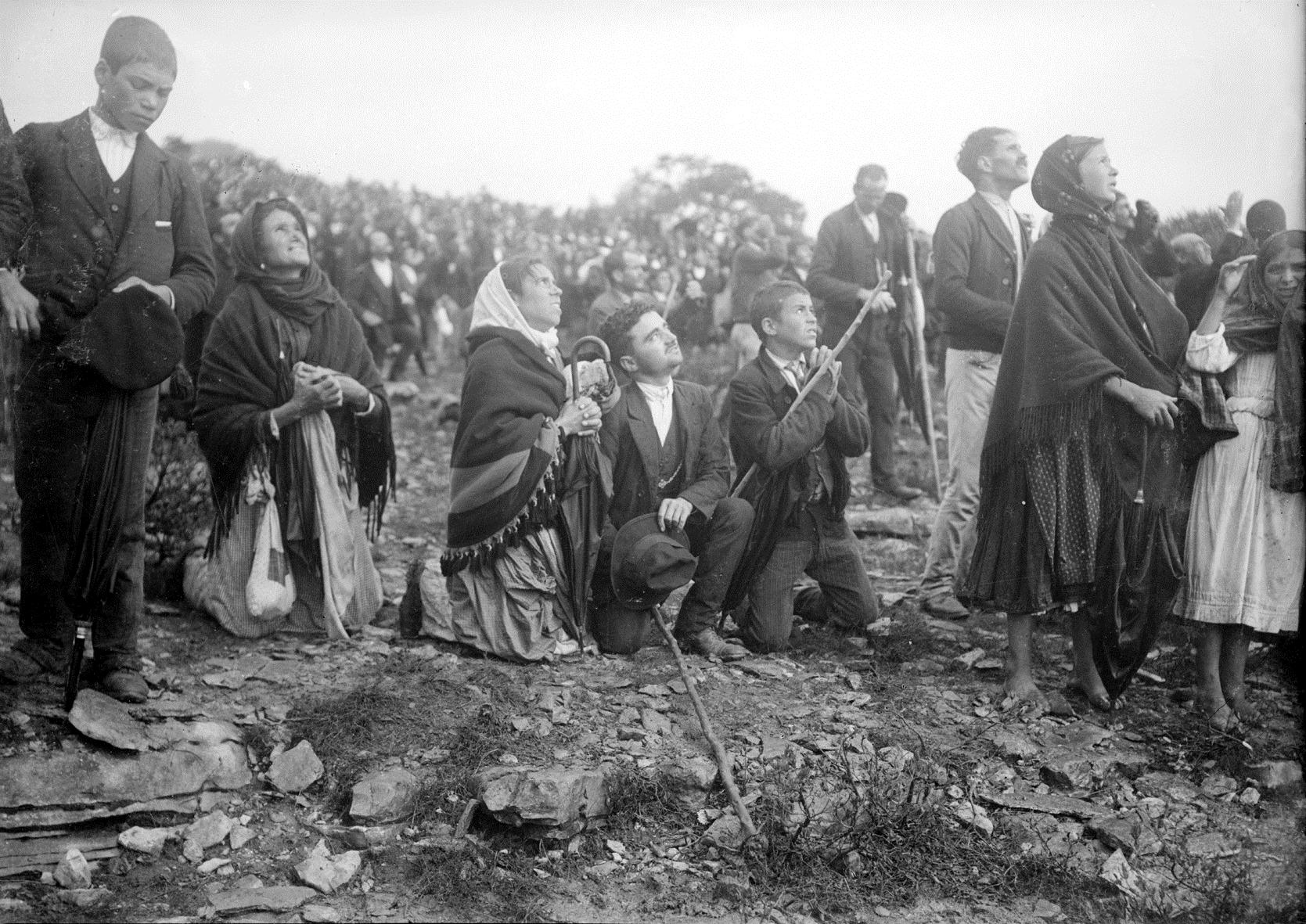
Pessoas presentes na Cova da Iria, em Fátima, a 13 de outubro de 1917, olhando para o Sol. Fotografia de Judah Bento Ruah.

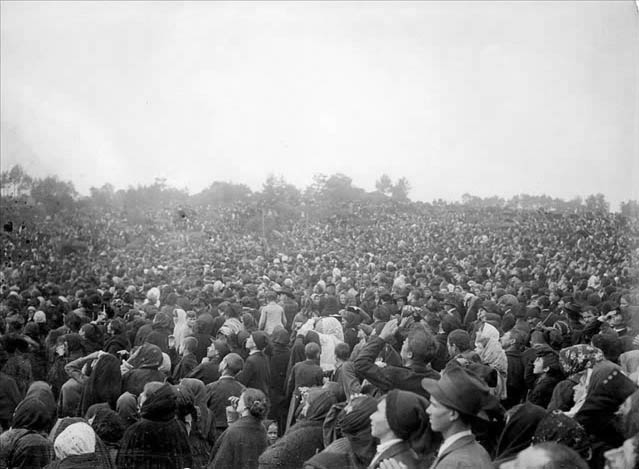
Vista geral da multidão presente na Cova da Iria, em Fátima, a 13 de outubro de 1917.

Milagre do Sol foi um acontecimento ocorrido no dia 13 de outubro de 1917 no terreno da Cova da Iria, perto de Fátima, em Portugal. As estimativas do tamanho da multidão variam de "trinta a quarenta mil" por Avelino de Almeida, escrevendo para o jornal português O Século, a cem mil, segundo estimativa de José de Almeida Garrett, professor de ciências naturais na Universidade de Coimbra; ambos presenciaram o referido acontecimento.
O evento foi oficialmente acreditado como um milagre pela Igreja Católica em 13 de outubro de 1930. Em 13 de outubro de 1951, o cardeal Tedeschini afirma que, em 30 de outubro, 31 de outubro, 1 de novembro e 8 de novembro, o Papa Pio XII presenciou um milagre semelhante nos jardins do Vaticano.

## O evento
Os três pastorinhos de Fátima haviam relatado que na aparição de 13 de Julho a Virgem Maria tinha-lhes prometido um milagre para o dia 13 de Outubro, na Cova da Iria, "de modo que todos pudessem acreditar" nas Suas aparições.
De acordo com muitas indicações das testemunhas, por exemplo o avô materno de Fátima Magalhães, entre muitas outras, após uma chuva torrencial, as nuvens dissiparam-se no firmamento e o Sol apareceu como um disco opaco, girando no céu. Algumas afirmaram que não se tratava do Sol, mas de um disco em proporções solares, semelhante à Lua. Disse-se ser observável significativamente menos brilhante do que o normal, acompanhado de luzes multicoloridas, que se reflectiam na paisagem, nas pessoas e nas nuvens circunvizinhas. Foi relatado que o pretenso Sol se teria movido com um padrão de zigue-zagues, assustando muitos daqueles que o presenciaram, que pensaram ser o fim do mundo. Muitas testemunhas relataram que a terra e as roupas previamente molhadas ficaram completamente secas num curto intervalo de tempo, e também relataram curas inexplicáveis de paralíticos e cegos, e outras doenças não explícitas, em vários casos comprovadas também por testemunhos de médicos.
De acordo com relatórios das testemunhas, o Milagre do Sol durou aproximadamente dez minutos. As três crianças relataram terem observado a Sagrada Família (São José, a Virgem Maria e o Menino Jesus), depois Jesus com Nossa Senhora das Dores, e, por fim, Nossa Senhora do Carmo abençoando a multidão a partir do firmamento.

## Avaliação crítica do evento

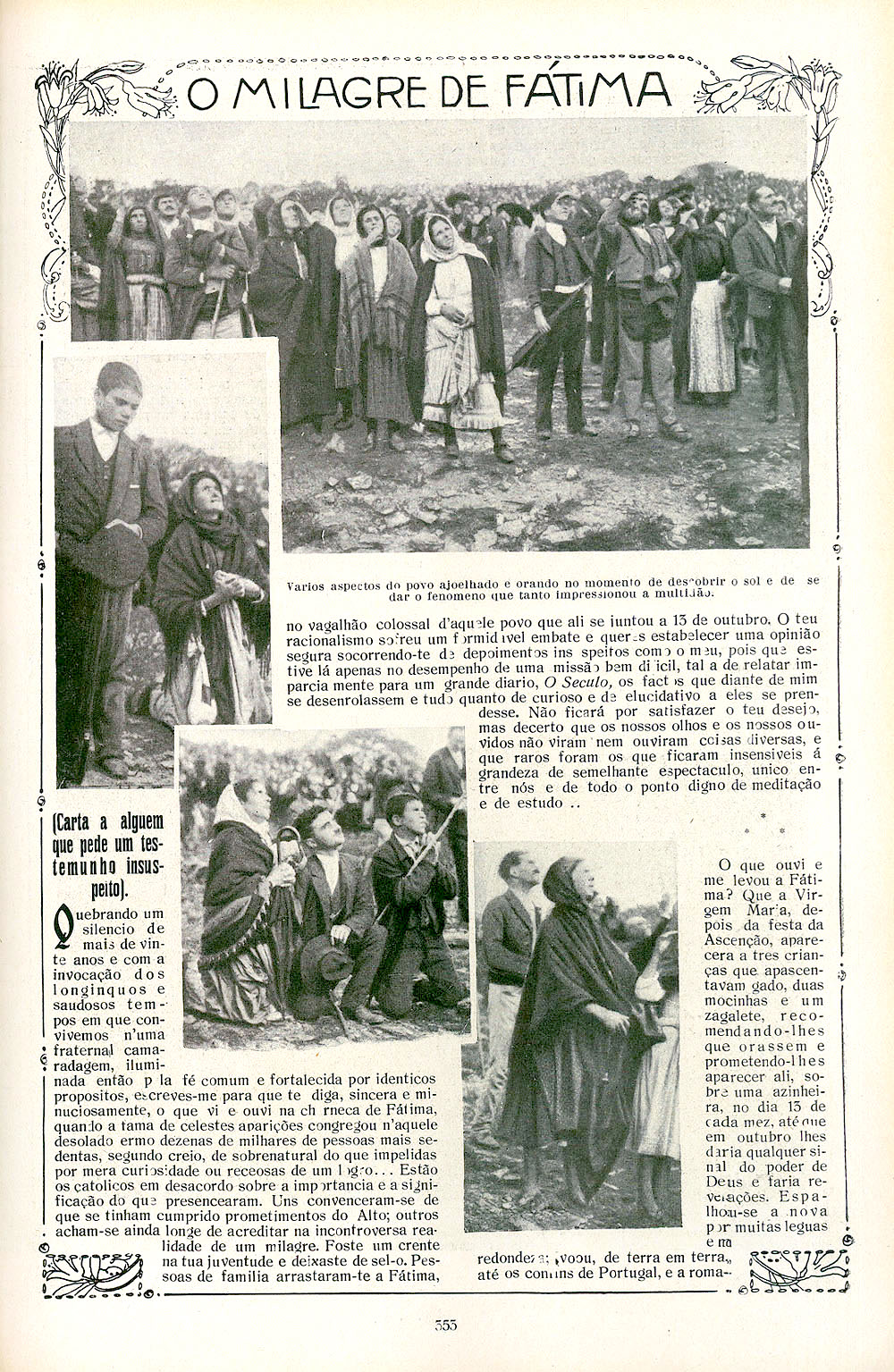
Página de Ilustração Portuguesa, 29 de outubro de 1917, mostrando as pessoas a observar o milagre

Diversos autores sugeriram possíveis explicações para o pretenso milagre com base em fenómenos naturais.
Joe Nickell sugere que os efeitos testemunhados podem se dever a efeitos visuais causados na retina após exposição à luz intensa. Nickell também sugere a possibilidade de a causa ter sido um parélio, um fenômeno atmosférico relativamente comum.
Durante o dia do fenómeno, não foi reportada nenhuma observação científica extraordinária do Sol em observatórios. O professor Auguste Meessen, do Instituto de Física da Universidade Católica da Lovaina, afirmou que milagres do sol não podem ser aceitáveis, e que as observações relatadas foram efeitos ópticos causados pela prolongada observação directa do Sol. Meessen alega que as imagens residuais na retina, produzidas após breves períodos de olhar fixo no Sol, são a causa provável dos efeitos observados de dança. Semelhantemente, Meessen afirma que as mudanças de cor testemunhadas foram provavelmente causadas pela estimulação excessiva das células fotossensíveis da retina. Meessen adverte que "milagres do Sol", com os mesmos efeitos ópticos, têm sido testemunhados em muitos locais onde peregrinos cheios de religiosidade têm sido encorajados a olhar para o Sol: por exemplo, em 1901 em Tilly-sur-Seuilles, em 1933 em Onkerzeele, em 1944 em Bonate, em 1946 em Espis, em 1950 em Acquaviva Platani, em 1949 em Heroldsbach, em 1950 em Fehrbach. em 1953 em Kerezinen, em 1965 em San Damiano, em 1982 em Tre Fontane, e em 1983 em Kibeho (Ruanda).
Meessen descarta ainda a hipótese de, no caso de Fátima, se ter tratado de um OVNI, visto que este teria de ser demasiado grande para poder ser igualmente visto e confundido com o Sol, à mesma hora, em locais situados num raio de 18 km dali. A hipótese de um OVNI, bloqueando o Sol, teria de ter formado um "cone de sombra", que não foi observado.

## Explicações de crentes
Stanley L. Jaki, beneditino e autor de livros que tentam conciliar a ciência e o catolicismo, propôs uma teoria para o milagre. Para ele, o fenómeno pode ter sido meteorológico em natureza, mas o facto de ter ocorrido no exacto tempo prenunciado é um milagre.
De Marchi afirma que a predição de um "milagre" inespecífico, o início e final abruptos do pretenso milagre, a natureza diversa dos observadores, incluindo crentes e descrentes, o grande número de pessoas presentes e a ausência de qualquer possível causa científica conhecida põem uma barreira à hipótese de alucinação em massa. De Marchi afirma também que a existência de relatos de que a atividade solar foi visível por pessoas a até 18 quilômetros de distância do local também elimina a possibilidade da teoria de alucinação ou histeria colectiva.